# Nicole Gibbs
Nicole Gibbs (ur. 3 marca 1993 w Cincinnati) – amerykańska tenisistka.

## Kariera tenisowa
Starty na zawodowych kortach rozpoczęła w roku 2007, w wieku czternastu lat, biorąc udział w turnieju rangi ITF w Fort Worth, na którym dotarła do drugiej rundy. Tego samego roku, w Meksyku wygrała swój pierwszy turniej w grze singlowej, pokonując w finale Maríę Fernandę Álvarez Terán. W sumie wygrała siedem turniejów singlowych i pięć deblowych rangi ITF.
W 2009 roku, dzięki dzikiej karcie, zagrała w kwalifikacjach do wielkoszlemowego US Open, ale odpadła w pierwszej rundzie, przegrywając z Katalin Marosi. Rok później, na tym samym turnieju, dotarła do drugiej rundy kwalifikacji, a w 2011 odpadła w pierwszej rundzie. W 2012 roku otrzymała od organizatorów dziką kartę od razu do turnieju głównego, lecz odpadła w pierwszej rundzie.

## Finały turniejów WTA
| Legenda                     | Legenda |
| --------------------------- | ------- |
| Wielki Szlem                |         |
| Igrzyska olimpijskie        |         |
| WTA Tour Championships      |         |
| 2009 – 2020                 |         |
| WTA Premier Mandatory       |         |
| WTA Premier 5               |         |
| WTA Premier                 |         |
| WTA International Series    |         |
| WTA 125K series (2012–2020) |         |

### Gra pojedyncza 1 (0-1)
| Końcowy wynik | Nr | Data              | Turniej  | Nawierzchnia | Przeciwniczka    | Wynik finału |
| ------------- | -- | ----------------- | -------- | ------------ | ---------------- | ------------ |
| Finalistka    | 1. | 29 listopada 2015 | Carlsbad | Twarda       | Yanina Wickmayer | 3:6, 6:7(4)  |

### Gra podwójna 1 (0-1)
| Końcowy wynik | Nr | Data              | Turniej  | Nawierzchnia | Partnerka     | Przeciwniczki        | Wynik finału      |
| ------------- | -- | ----------------- | -------- | ------------ | ------------- | -------------------- | ----------------- |
| Finalistka    | 1. | 25 listopada 2016 | Honolulu | Twarda       | Asia Muhammad | Eri Hozumi Miyu Katō | 7:6(3), 3:6, 8–10 |

## Wygrane turnieje rangi ITF
| turnieje z pulą nagród 100 000 $ |
| turnieje z pulą nagród 75 000 $  |
| turnieje z pulą nagród 50 000 $  |
| turnieje z pulą nagród 25 000 $  |
| turnieje z pulą nagród 15 000 $  |
| turnieje z pulą nagród 10 000 $  |

### Gra pojedyncza
|    | Data       | Turniej         | Kat. | ($)    | Naw.   | Finalistka                   | Wynik         |
| 1. | 02/12/2007 | Meksyk          | ITF  | 10 000 | twarda | María Fernanda Álvarez Terán | 7:5, 6:3      |
| 2. | 08/07/2012 | Denver          | ITF  | 50 000 | twarda | Julie Coin                   | 6:3, 3:6, 6:4 |
| 3. | 14/07/2013 | Yakima          | ITF  | 50 000 | twarda | Ivana Lisjak                 | 6:1, 6:4      |
| 4. | 20/07/2014 | Carson          | ITF  | 50 000 | twarda | Melanie Oudin                | 6:4, 6:4      |
| 5. | 25/06/2017 | Baton Rouge     | ITF  | 25 000 | twarda | Francesca Di Lorenzo         | 6:3, 6:3      |
| 6. | 03/06/2018 | Naples          | ITF  | 25 000 | ziemna | Ashley Kratzer               | 6:4, 6:4      |
| 7. | 24/02/2019 | Rancho Santa Fe | ITF  | 25 000 | twarda | Kristie Ahn                  | 6:3, 6:3      |